# Kids in America (versión de Kim-Lian)
«Kids in America» es una canción versionada hecha por la cantante neerlandesa Kim-Lian. Originalmente fue lanzado el 1981 por la cantante británica Kim Wilde. La canción fue lanzada el 18 de agosto del 2004, como último sencillo de su álbum debut Balance. También se incluye en el videojuego para la Wii "Just Dance".

## Lista de canciones
CD Sencillo
1. «Kids in America» - 3:34
2. «Kids in America» [instrumental] - 3:33
3. «Teenage Superstar» (Hard in Tango) - 3:53

## Posicionamiento
| Listas (2004)          | Posición |
| ---------------------- | -------- |
| Dutch Top 40           | 10       |
| Belgium Singles Top 50 | 50       |